# Reinardo III di Hanau
Reinardo III di Hanau (Windecken, 22 aprile 1412 – Heidelberg, 20 aprile 1452) fu conte di Hanau.

## Biografia
Reinardo III era figlio del conte Reinardo II di Hanau e di sua moglie, Caterina di Nassau-Beilstein.
Già prima della morte di suo padre, la tutela dell'educazione di Reinardo III era stata tenuta da sua zia Caterina di Hanau. Quando Reinardo II morì nel 1451 il figlio venne chiamato a succedergli al trono ma regnò solamente per dieci mesi.
Egli morì infatti ad Heidelberg nel 1452 ove si era recato nella locale università nel tentativo di trovare la cura alla propria malattia (una malattia ereditaria di questa famiglia che affliggerà anche i suoi successori per i successivi 200 anni e rimarrà misteriosa). Egli venne sepolto nella chiesa di Santa Maria di Hanau.
Di lui ci resta un ritratto presente nella Crocifissione della Pala di Hanau che ad ogni modo venne fatta eseguire dal figlio Filippo I nel 1490, cioè molto tempo dopo la scomparsa del padre.
Alla sua morte si aprirono numerosi conflitti di successione tra suo fratello Filippo I il Vecchio e sua moglie, la quale sosteneva la successione del figlio Filippo I il Giovane. Fu così che l'antica contea di Hanau venne ufficialmente divisa nelle contee minori di Hanau-Münzenberg (a suo figlio) e Hanau-Lichtenberg (a suo fratello).

## Matrimonio e figli
Reinardo III sposò l'11 luglio 1446 Margherita del Palatinato-Mosbach (2 marzo 1432 - 14 settembre 1457). La coppia ebbe i seguenti eredi:
- Filippo I il Giovane (1449-1500)
- Margherita (1452 - 14 marzo 1467), promessa in sposa a Filippo di Eppstein, ma morì prima del matrimonio